# کازاچیه (استان بلگورود)
کازاچیه (انگلیسی: Kazachye, Belgorod Oblast) یک شهرک در بخش پروخوروفسکی استان بلگورود کشور روسیه است.